# Hohenhameln
Hohenhameln è un comune di 9 415 abitanti della Bassa Sassonia, in Germania.
Appartiene al circondario (Landkreis) di Peine (targa PE).

## Geografia fisica
Si trova a breve distanza a est della città di Hannover, la capitale dello stato della Bassa Sassonia.

## Geografia antropica

### Suddivisioni amministrative
Il comune di Hohenhameln è composto dai seguenti paesi:
- Bierbergen
- Bründeln
- Clauen
- Equord
- Harber
- Hohenhameln
- Mehrum
- Ohlum
- Rötzum
- Soßmar
- Stedum (Bekum)

La sua popolazione stimata alla fine del 2016 era di 9 154 abitanti.

## Curiosità
Nel villaggio di Equord si trova la chiesa barocca di San Marco, che per la sua forma viene chiamata "la piccola san Pietro", in tedesco kleiner Petersdom. I progetti della chiesa potrebbero essere dell'architetto italiano Lorenzo Bedogni, attivo nella regione.

## Amministrazione

### Gemellaggi
- Unisław
- Loppersum
- Brandis